# Chontal-Maya-Sprache
Chontal-Maya (Yokot t'an) ist eine indigene Sprache in Mexiko im Bundesstaat Tabasco mit etwa 37.000 bis 45.000 Sprechern.

## Name
Der Name „Chontal“ kommt aus dem Nahuatl und bedeutet „fremd“. Er wird auch für zwei andere, nicht verwandte Sprachen in den mexikanischen Bundesstaaten Oaxaca und Guerrero verwendet und gibt so zu Verwechslungen Anlass. Die Eigenbezeichnung Yokot t'an bedeutet „wahre Sprache“.

## Klassifikation
Chontal-Maya gehört zu den Maya-Sprachen und ist nahe mit der Chol-Sprache verwandt.

## Verbreitung
Die Sprache wird laut Volkszählung von 2010 von 37.091 Menschen im mexikanischen Bundesstaat Tabasco gesprochen, vor allem in den Municipios Centla, Centro, Macuspana und Nacajuca.